# Барон (Саона и Лоара)
Барон (фр. Baron) насеље је и општина у источном делу централне Француске у региону Бургоња, у департману Саона и Лоара која припада префектури Шарол.
По подацима из 2011. године у општини је живело 292 становника, а густина насељености је износила 21,97 становника/km². Општина се простире на површини од 13,29 km². Налази се на средњој надморској висини од 400 метара (максималној 446 m, а минималној 282 m).

## Демографија
| 1962. | 1968. | 1975. | 1982. | 1990. | 1999. | 2011. |
| ----- | ----- | ----- | ----- | ----- | ----- | ----- |
| 163   | 185   | 148   | 153   | 184   | 217   | 292   |

График промене броја становника у току последњих година